# IDL (programozási nyelv)
Az IDL (Interactive Data Language) egy negyedik generációs interaktív, objektumorientált programozási nyelv.
Legújabb verziója intelligens adatmegjelenítő eszközöket tartalmaz a két és többdimenziós adattömbök elemzéséhez.
Az IDL lehetővé teszi bármilyen adatformátum virtuális beolvasását. Az adatelemzésben hasznosítja saját beépített matematikai, statisztikai, képfeldolgozó, jelfeldolgozó eljárásait.
Az IDL támogatja a felhasználó számára fejlesztett Grafikus Felhasználói Környezet (GUI) gyors létrehozását. A parancssori közvetlen interpretációval csökkenti a programfejlesztésre, fordításra, összekapcsolásra és tesztelésre fordított programozási időt. Más külső nyelveken írt programok, programkönyvtárak integrálhatók. Az IDL közvetlenül éri el a Java objektumokat.
A programok megoszthatók a fejlesztői kódok láthatósága nélkül. Az IDL támogatja a legjelentősebb operációs rendszereket, mint pl. a WINDOWS, PC-UNIX, UNIX, MAC. A különböző platformok között teljes fejlesztői átjárhatóságot biztosít.
(ITT Visual Information Solutions)